# (31455) 1999 CU14
(31455) 1999 CU14 est un astéroïde de la ceinture principale d'astéroïdes découvert en 1999.

## Description
(31455) 1999 CU14 a été découvert le 15 février 1999 à Višnjan, une municipalité située dans le comitat d'Istrie en Croatie, par Korado Korlević.

### Caractéristiques orbitales
L'orbite de cet astéroïde est caractérisée par un demi-grand axe de 2,76 ua, un périhélie de 2,58 ua, une excentricité de 0,07 et une inclinaison de 4,67° par rapport à l'écliptique. Du fait de ces caractéristiques, à savoir un demi-grand axe compris entre 2 et 3,2 ua et un périhélie supérieur à 1,666 ua, il est classé, selon la JPL Small-Body Database, comme objet de la ceinture principale d'astéroïdes.

### Caractéristiques physiques
(31455) 1999 CU14 a une magnitude absolue (H) de 13,9 et un albédo estimé à 0,331.